# Atlides inachus
Atlides inachus is een vlinder uit de familie van de Lycaenidae. De wetenschappelijke naam van de soort werd als Papilio inachus in 1775 gepubliceerd door Pieter Cramer.

## Synoniemen
- Papilio baeton Sepp, 1829
- Thecla carpophora Hewitson, 1868